# Sites moustériens des Pyrénées
Cet article traite du Moustérien, industrie lithique de la Préhistoire à la période du Paléolithique moyen, dans la région des Pyrénées et zones adjacentes comme le piémont pyrénéen, la région franco-cantabre, le bassin versant de l'Èbre, la côte méditerranéenne.
Le Moustérien dans cette région est attribué uniquement à l'Homme de Néandertal, et y succède de manière graduelle à l'industrie acheuléenne à partir de 150 000 ans avant le présent, ou 150 ka (1 ka signifiant 1 « kilo-années » soit 1 000 ans), jusqu'au Châtelperronien, qui apparaît après 40 ka. On y distingue plusieurs types de moustériens régionaux comme le Moustérien de type Quina, le Moustérien de tradition acheuléenne, le Moustérien à denticulés, du Vasconien (sur la côte Atlantique, non reconnu par tous les spécialistes), et un éventuel Moustérien méditerranéen tardif.
| Gatzarria Olha Isturitz, Oxocelhaya Harregi Unikoté Lestaulan, Basté, Prissé et Jupiter Axlor Lezetxiki Coscobilo Peña Miel Arrillor Tuteil Noisetier Calavanté Hibarette Nestier Gargas Coupe-Gorge Mauran Tourasse Portel Montseron Herm Tarté Bouichéta Sénac Gerde Gabasa Fuente del Trucho Roca dels Bous Estret de Tragó Fuentes de San Cristóbal Mitg Olopte Anecs Belvis Arbreda, Mollet Ermitons Cova 120 La Selva Abri Romaní, Abri de la Consécration Tournal (Bize) Ramandils Ermitage Crouzade Moutou-la-Joliette Aldène Teixoneres, Toll Pezon P5 Abauntz Morin El Castillo Pendo Olriols Ventalaperra Atxagakoa Arlanpe Murba Amalda Urbasa Calahorra Arago Chabiague Latrote Bouheben Urdains Saint-Jean-de-Luz Kurtzia, Aranbaltza et Mendieta Najerilla Zerratu Jaizkibel Pampelune Manzanos Cuco Muricecs Santa Linya Abric Pizarro Llenes, Tritons Roca San Miguel El Mirón Castelló del Plá La Femosa Cau del Duc de Torroella Hortus Antonegra Can Garriga Eudoviges Pozuelo Rueda Montou Canalettes Le Cadenas Les Cours Prado Vargas Cenne-Monestiés Puycelsi Vacquiers Cadalen Pentens Infernet Bel-Soleil Gegant Sugranyes Rinoceront Atapuerca Bourgade, Frenillot Laffray |

## Zone occidentale Atlantique-Cantabrie
Sites principaux (en gras sur la carte) :
- Grottes d'Isturitz et d'Oxocelhaya (43° 21′ 10″ N, 1° 12′ 22″ O) sur les communes d'Isturits et de Saint-Martin-d'Arberoue[1],[2],[3].
- Grotte de Gatzarria (43° 08′ 14″ N, 0° 55′ 05″ O[4]) sur la commune de Ossas-Suhare[5],[4],[3]. La stratigraphie couvre plusieurs phases du Paléolithique moyen, la transition Paléolithique moyen-supérieur, et les premières phases du Paléolithique supérieur. Pour le moustérien, on trouve une succession d'industries de type Quina et du Vasconien[6].
- Abris-sous-roche Olha I et II (43° 21′ 44″ N, 1° 23′ 15″ O) sur la commune de Cambo-les-Bains[3],[7],[8].
- Grotte de Lezetxiki (43° 04′ 29″ N, 2° 32′ 00″ O) sur la commune de Arrasate (Mondragón en basque)[9],[10].
- Abri-sous-roche d'Abri d'Axlor (43° 08′ 36″ N, 2° 45′ 05″ O) sur la commune de Dima[11].
- Grotte d'El Castillo (43° 17′ 32,5″ N, 3° 57′ 56″ O[12],[13]), et aussi possiblement la Grotte de La Pasiega, sur la commune de Puente Viesgo, au sud-ouest de Santander[14],[12],[15]. Elle fait partie du groupe cantabrique, avec les grottes d'El Pendo et Morin, dans la continuité des sites du pays basque.
- Grotte Morin (43° 22′ 18,4″ N, 3° 50′ 58,29″ O[12],[13]) sur la commune de Villaescusa, au sud-ouest de Santander[16],[12],[15]. Elle fait partie du groupe cantabrique, avec les grottes d'El Castillo et d'El Pendo, dans la continuité des sites du pays basque.

Sites secondaires : 
- Grotte d'Abauntz (eu) (43° 00′ 44″ N, 1° 38′ 15″ O[15],[13]) sur la commune d'Arraitz-Orkin[17],[15].
- Grotte Harregi ou Haréguy (43° 08′ 37″ N, 0° 55′ 43″ O[18]), sur la commune de Aussurucq[19],[18],[20].
- Grotte d'Unikoté (43° 16′ 59″ N, 1° 10′ 48″ O) sur la commune d'Iholdy[21],[22].
- 4 sites de plein air au sud-est de Bayonne issus de fouilles de sauvetage :
  - "Lestaulan" (43° 27′ 57″ N, 1° 29′ 42″ O[23],[24]) au quartier de Maignon à Bayonne[23]);
  - "Basté" dans le quartier du même nom[25];
  - "Prissé" (43° 28′ 54″ N, 1° 27′ 33″ O[26],[13]) dans le quartier du même nom[26],[27];
  - "Jupiter"[27] à Saint-Pierre-d'Irube.
- Grotte de Coscobilo (42° 52′ 40″ N, 2° 11′ 40″ O) sur la commune de Olazti[28].
- Grotte d'Arrillor (es) (42° 58′ 29″ N, 2° 43′ 43″ O) au village de Murua sur la commune de Zigoitia[29],[28].
- Grotte d'El Pendo (43° 23′ 17″ N, 3° 54′ 44″ O[12],[13]) sur la commune de Camargo, au sud-ouest de Santander[12],[15]. Elle fait partie du groupe cantabrique, avec les grottes d'El Castillo et Morin, dans la continuité des sites du pays basque.
- Grotte de Venta Laperra (43° 15′ 12,3″ N, 3° 23′ 25,5″ O[30]) sur la commune de Karrantza en Biscaye. Moustérien avec débitage Levallois, débitage discoïde et Système par Surface de Débitage Alternée (SSDA), le tout rapproché d'un Moustérien de type Quina[30].
- Grotte d'Atxagakoa (43° 20′ 03,22″ N, 2° 40′ 59″ O[31]) sur la commune de Forua[31].
- Grotte d'Arlanpe (43° 11′ 16″ N, 2° 45′ 28″ O[32],[24]) située à cheval sur les communes de Lemona et Igorre en Biscaye[32],[33]. L'industrie lithique a été datée du paléolithique moyen ancien (MIS 7 à 5) montrant une combinaison de biface acheuléen avec des pointes moustériennes, technique Levallois et débitage Discoïde[33].
- Grotte d'Amalda (43° 14′ 11″ N, 2° 12′ 14″ O[34]) située à la limite du village d'Aizarna sur la commune de Zestoa[34]. L'outillage du niveau VII correspond à un moustérien typique[34] et des bifaces[35]. Dans ce même niveau ont été retrouvés des restes de repas d'organismes marins : patelle, Littorina littorea et Mytilus[36].
- Aire de plein air de Mugarduia dans le massif d'Urbasa-Entzia[37]. 42° 51′ 13″ N, 2° 09′ 35″ O[37]
- Site en plein air de Chabiague (43° 27′ 55″ N, 1° 34′ 29″ O[38]) à Biarritz[38],[3]. Site de débitage sur place d'un gisement de silex[38],[3].
- Site en plein air de Latrote (43° 49′ 22″ N, 0° 18′ 54″ O[39]) sur la commune de Saint-Gein[39]. Chaîne opératoire sur quartzite et sur silex, Moustérien à hachereaux daté du MIS 3 [39].
- Site en plein air de Bouheben (44° 08′ 34″ N, 1° 00′ 30″ O[13]) sur la commune d'Escource[40].
- Stations d'Urdains, commune de Bassussarry, et d'Ibarrondoa, commune d'Itxassou[41]. Urdains 43° 26′ 37″ N, 1° 29′ 20″ O[41], Ibarrondoa 43° 21′ 11″ N, 1° 25′ 04″ O[41]
- Plusieurs ensembles lithiques à l'est de Saint-Jean-de-Luz[42].
- Plusieurs sites en plein air dans la baie de Biscaye[43], dont celui de Kurtzia[44],[45], Aranbaltza III[46], tous deux sur la commune de Barrika, et de Mendieta II[43] sur la commune de Sopela. Le site de Kurtzia a donné une date de 41400 BP. Kurtzia 43° 23′ 59″ N, 2° 58′ 30″ O[43], Aranbaltza 43° 23′ 56″ N, 2° 57′ 58″ O[46]) et Mendieta 43° 23′ 02″ N, 2° 58′ 25″ O[43]
- Grotte de Zerratu (43° 17′ 06″ N, 2° 22′ 41″ O, sources: Kiputz 2006 et Praileaitz 2017) sur la commune de Mutriku[47].
- Sondages sur le mont Jaizkibel[47].
- Abri-sous-roche d'El Cuco (43° 23′ 35″ N, 3° 14′ 56″ O[48]) sur la commune de Castro Urdiales. Les niveaux datés de l'Aurignacien[48] ont fait l'objet d'un réexamen et sont attribuables au Moustérien[49].
- Grotte d'El Mirón (43° 14′ 44″ N, 3° 27′ 09″ O[24]) sur la commune de Ramales de la Victoria.
- Grotte de Prado Vargas (43° 01′ 55″ N, 3° 37′ 44″ O[50]) au village de Cornejo sur la commune de Merindad de Sotoscueva[51],[50].
- Niveaux moustériens à la Sierra d'Atapuerca :
  - Gran Dolina (42° 21′ 06″ N, 3° 31′ 12″ O) : Moustérien dans le niveau TD-11.
  - La "Galería de las Estatuas" (42° 20′ 57″ N, 3° 31′ 05″ O), galerie nord-ouest de la Cueva Mayor[52].

## Zone centrale versant nord
Sites principaux (en gras sur la carte) :
- Grotte du Noisetier (42° 55′ 40″ N, 0° 22′ 14″ E[24]) sur la commune de Fréchet-Aure[53],[54],[55].
- Grotte du Portel-Ouest (43° 01′ 51″ N, 1° 32′ 22″ E[56]) sur la commune de Loubens dans le massif du Plantaurel[57],[55]. Des restes de néandertaliens ont été retrouvés : neuf fragments crâniens, onze dents permanentes (couche F2), douze dents déciduales, fragment de diaphyse de fibula, une phalange proximale du pouce[58].

Stratigraphie et datation de la grotte du Portel-Ouest :
| Site         | Datation (ka) | Couche(s) | Industrie lithique                  | Chronologie isotopique              | Milieu                                                       |
| ------------ | ------------- | --------- | ----------------------------------- | ----------------------------------- | ------------------------------------------------------------ |
| Portel-Ouest | 44,9 +/- 5,0  | F3        | Moustérien à denticulés             | 4 (froid et sec)                    | Milieu ouvert arctique : renne, mammouth, bouquetin, chamois |
| Portel-Ouest | 44,0 +/- 6,6  | F1, F2    | Moustérien à denticulés             | 3, H 5, D-O 12 (froid et humide)    | Milieu ouvert non arctique : cheval, bison                   |
| Portel-Ouest | 42 ?          | E         | Zone stérile                        | 3 (froid et humide)                 |                                                              |
| Portel-Ouest | 39,1 +/- 4,5  | D         | Moustérien de tradition acheuléenne | 3 (froid et humide)                 | Milieu ouvert non arctique à boisé : bison, cerf             |
| Portel-Ouest | 36,3 +/- 5,4  | B1a       | Châtelperronien                     | 3, H 4, D-O 8 (frais et humide)     | Milieu boisé : cerf, bison et rongeurs de forêts tempérées   |
| Portel-Ouest | 23,1 +/- 3,5  | B         | Gravettien                          | 2, maximum glaciaire (froid et sec) | Milieu ouvert arctique                                       |

- Site de plein air sur la commune de Mauran : reconnu sur près d'un hectare, il était spécialisé dans l'abattage et le traitement de bisons, dont les restes correspondent à plusieurs milliers d'individus[59],[60],[55].

Sites secondaires : 
- Grotte de Coupe-Gorge (43° 13′ 48″ N, 0° 37′ 55″ E[61],[56]), du Putois, et des Abeilles, sur la commune de Montmaurin[55]. Le réseau karstique des grottes de Montmaurin comprend plusieurs cavités : Boule, Coupe-Gorge, La Terrasse, Niche, Putois, Zubiate, Abeilles, Clarens, Stalagmites, faille de l’Éléphant[61]. Les grottes du Coupe-Gorge[62],[63], du Putois[64],[65], et des Abeilles[64], ont livré une industrie moustérienne. Le niveau 3z de la grotte du Coupe-Gorge est attribué au début du Moustérien avec racloirs convergents et pointes moustériennes[62], le quartzite et le silex dominent[63].
- Site en plein air de la "Tourasse" (43° 27′ 37″ N, 1° 11′ 21″ E) sur la commune de Cambernard, moustérien de tradition acheuléenne[66],[67],[68].
- Présence de 7 ateliers de plein air pour l'exploitation du Flysch, sur les communes d'Hibarette et de Montgaillard. La période d'exploitation court sur une grande période, du Paléolithique moyen au Néolithique[69].
- Site de plein air dit "Le Turon" (43° 12′ 13″ N, 0° 09′ 10″ E[56]), ou "Les Turons", sur la commune de Calavanté[70],[71],[72]. Le Moustérien présent y est associé à un Vasconien[73].
- Grottes de Gargas (43° 03′ 19″ N, 0° 32′ 10″ E) sur la commune d'Aventignan[55]. Moustérien à base de quartzites et de schistes[68].
- Grotte de Tarté (43° 06′ 26″ N, 0° 58′ 58″ E) sur la commune de Cassagne[74].
- Grotte du Cap de la Bielle (43° 03′ 37″ N, 0° 28′ 31″ E[75]), dite encore grotte du Nestier, sur la commune de Nestier[75],[76],[55].
- Grottes de Malarnaud et de Soulabé (43° 01′ 08″ N, 1° 19′ 41″ E[56]), ou Soulabé-las-Maretas, sur la commune de Montseron[55]. La grotte de Soulabé a donné une faible industrie moustérienne datée de 130 ka (Éémien ou Riss-Würm) à 50 ka (Würm II)[77].
- Grotte de L'Herm (42° 58′ 15″ N, 1° 39′ 45″ E[56]) sur la commune de L'Herm[55],[68].
- Grotte de Bouichéta (42° 52′ 13″ N, 1° 34′ 11″ E), dite encore grotte de Bouïcheta, sur la commune de Bédeilhac-et-Aynat[55],[68]. La grotte se trouve près de la grotte de Bédeilhac.
- Grotte du Tuteil sur la commune de Montségur[55].
- Outils attribués au Moustérien de  tradition  acheuléenne sur la commune de Sénac[71].
- Grotte de la Carrière sur la commune de Gerde[78],[79].
- Site en plein air de "La Rouquette" (43° 59′ 53″ N, 1° 42′ 22″ E[80],[56]) sur la commune de Puycelsi[80],[81].
- Site de "La Baraque" sur la commune de Vacquiers[68]. Moustérien de tradition acheuléenne.
- Site de "Petit Nareye" et "Saint-Estèphe" sur la commune de Cadalen[68].
- Gisement en plein air de "Pentens" sur la commune de Martres-Tolosane[82].
- Site en plein air "Infernet" sur la commune de Clermont-le-Fort[68].
- Terrasse de la Garonne "Bel-Soleil" (43° 38′ 53″ N, 1° 19′ 11″ E[82],[56]) sur la commune de Cornebarrieu[82].
- Grotte de la Cauna (42° 50′ 59″ N, 2° 04′ 55″ E[24]), encore dite "grotte de Belvis", sur la commune de Belvis[83],[84].
- Site de plein air de l'Ermitage (43° 19′ 56″ N, 2° 02′ 12″ E) sur la commune de Saint-Papoul[85].
- Atelier de taille sur gisement de silex au lieu-dit de "Pech des Crabos" (43° 20′ 28″ N, 2° 06′ 48″ E[86],[56]), ou "Pech de los Crabos", sur la commune de Cenne-Monestiés[86].

## Zone centrale versant sud - bassin de l'Èbre
Sites principaux (en gras sur la carte) :
- Grottes des Maures ou Grottes de Gabasa ⁠42° 00′ 33″ N, 0° 25′ 10″ E[24] situées au lieu-dit de Gabasa sur la commune de Peralta de Calasanz[28]. La grotte de Los Moros I a donné des restes de néandertaliens tardifs dans des couches datées entre 40000 et 50000 BP[87]. L'outillage associé est très diversifié[88],[89] puisqu'on y retrouve du moustérien typique, du moustérien de type Quina, du moustérien à denticulés, quelques outils du paléolithique supérieur, mais aussi des galets aménagés[90].
- Grotte de Fuente del Trucho (es) ⁠42° 11′ 39,3″ N, 0° 02′ 06,684″ E sur la localité d'Asque, commune aragonaise de Colungo[28],[91]. Site problématique car il y a une discordance entre l'industrie de type moustérien et la datation de la couche archéologique correspondante, datée entre 22460 et 19060 BP par la méthode du carbone 14 type Spectroscopie de masse par accélérateur (en), soit dans le paléolithique supérieur et non moyen[91].
- Abri-sous-roche de Roca dels Bous (en) ⁠41° 52′ 27″ N, 0° 50′ 45″ E[24], dans un pied de falaise au village de Sant Llorenç de Montgai sur la commune de Camarasa[28],[92],[93]. Le niveau N10 a livré une séquence moustérienne et a été daté de >43000 BP par méthode AMS[94]. Le nom se traduit en français par le « Rocher des bœufs ».

Sites secondaires : 
- Grotte d'Estret de Tragó sur la commune d'Os de Balaguer[95],[96],[28],[97].
- Grotte Fuentes de San Cristóbal ⁠42° 19′ 36,6″ N, 0° 34′ 13,2″ E[98] sur la commune de Veracruz (Huesca) ou Isábena (altitude entre 800 et 1000m), paléolithique moyen final (~40 000 BP)[98],[99],[92],[94].
- Grotte P5 sur le mont Pezón ⁠41° 18′ 30″ N, 1° 03′ 13″ O[100] au nord de la commune d'Aguilón[100].
- Terrasses de la rivière Olriols ⁠41° 52′ 18″ N, 0° 21′ 08″ E[101],[13], situées au nord-est de la commune de Binéfar, et datés entre -171 et -180 ka (MIS 6)[101].
- Grotte de Peña Miel ⁠42° 13′ 00″ N, 2° 40′ 00″ O sur la commune de Nieva de Cameros[28].
- Sites en plein air près de la commune de Calahorra[102]. Outils apparentés au Moustérien typique[37].
- Berges de la rivière Najerilla[37]. Présence de nombreux hachereaux[15].
- Site en plein air de Murba ⁠42° 41′ 38″ N, 2° 40′ 26″ O[45],[13], sur la localité de Torre en commune de Treviño, accompagné des gisements de silex de Treviño au nord-ouest et Loza au sud[30]. Le site de Murba est considéré comme un site de préparation des outils, avec de nombreux nucléus préparés pour un débitage Lavallois[45].
- Différents sites autour de Pampelune ou près de la rivière Arga[103].
- Site de plein air sur une terrasse alluviale de la rivière Zadorra, affluent de l'Èbre, commune de Leciñana de la Oca en Alava[45]. Moustérien de tradition acheuléenne[45].
- Grotte dels Muricecs (ca) ⁠42° 03′ 04″ N, 0° 53′ 46″ E[104],[13], voir aussi l'article Grotte dels Muricecs (ca) (même grotte), sur la commune de Llimiana[104],[97]. Officiellement son nom est « Cova dels Muricecs » en catalan, ce qui signifie la « grotte des chauves-souris » en français.
- Cova Gran de Santa Linya ⁠41° 55′ 34″ N, 0° 48′ 41″ E[105] sur la commune de Les Avellanes i Santa Linya au sud du massif de Montsec (Pré-Pyrénées) en Catalogne[105],[106].
- Abric Pizarro ⁠41° 57′ 04″ N, 0° 43′ 03″ E[107] sur la commune d'Àger[107]. Les datations donnent entre 70000 BP et 55000 BP soit fin du MIS 4 et début du MIS 3[107],[108].
- Roca San Miguel ⁠42° 15′ 21″ N, 0° 44′ 03″ E[109] sur la commune d'Arén au nord de l'Aragon[109].
- Grotte des Llenes (ca) ⁠42° 17′ 37″ N, 0° 56′ 17″ E, et "grotte des Tritons" ("Cova dels Tritons" en catalan), sur la commune de Conca de Dalt dans les Pré-Pyrénées catalanes (voir biblio article catalan).
- Site de surface de "Castelló del Plá" ⁠42° 01′ 36″ N, 0° 28′ 03″ E[110] à Pilzán sur la commune de Benabarre[110],[97]. Collecte de 330 outils taillés, associés à un moustérien à denticulés[110].
- Plusieurs sites le long de la rivière "La Femosa", affluent de la Sègre, sur les communes de Artesa de Lleida et Puigverd de Lleida[111].
- Abri des Eudoviges ⁠41° 03′ 08″ N, 0° 40′ 38″ O sur la commune d'Alacón[97].
- Reconnaissance de surface sur la commune de Pozuelo de Aragón[97].
- Reconnaissance de surface sur la commune de Rueda de Jalón[97].

## Zone orientale méditerranéenne
Sites principaux (en gras sur la carte) :
- Grotte de l'Arbreda ⁠42° 09′ 39″ N, 2° 44′ 47″ E, Grotte de Mollet I (ca) ⁠42° 09′ 48″ N, 2° 44′ 52″ E, Grotte de Mollet III (ca) sur la commune de Serinyà[112],[113],[92]. Officiellement « Cova de l'Arbreda » en catalan, ce qui signifie « grotte du bosquet » en français.
- Grotte des Ermitons (ca) ⁠42° 16′ 58″ N, 2° 35′ 31″ E sur la commune de Sales de Llierca[114],[115]. Officiellement « Cova dels Ermitons » en catalan, ce qui signifie « Grotte des ermites » en français.
- Abri Romaní ⁠41° 31′ 58″ N, 1° 41′ 19″ E[116], aussi cité Abric Romaní en catalan, et l'abri de la Consécration⁠41° 31′ 44″ N, 1° 41′ 17″ E, sur la commune de Capellades[117],[118],[119]. Ce sont d'anciennes formations tufières qui ont servi d'abris depuis le Paléolithique moyen jusqu'au Mésolithique. L'Abric Agut voisin, un temps caractérisé par un Moustérien à denticulés, contient en fait des denticulés du Mésolithique.
- Grotte Tournal ⁠43° 20′ 07″ N, 2° 52′ 40″ E[56] sur la commune de Bize-Minervois[120],[121],[122]. Les plus anciens niveaux, l'ensemble I ainsi que l'ensemble II inférieur et moyen, sont moustériens. L'ensemble II inférieur a donné des dates entre 48000 BP et 34000 BP par résonance électronique de spin et une date minimum moyenne de 33000 BP par analyse de charbon de bois, U-Th, et U-Pa [123],[121]; toutefois l'ensemble II moyen, plus récent, a donné une date moyenne de 56000 BP par U-Th[123]. L'outillage correspond à un Moustérien à denticulés[120]. Pour l'ensemble I, le climat est froid et sec avec une faune composée de chevaux, rennes et ours; pour l'ensemble II, le climat est froid mais humide, avec une végétation semi-ouverte type steppe à mammouths et une faune composée de chevaux, cervidés, bovidés et carnivores[124],[123]. La grotte Tournal tire son nom Paul Tournal et est aussi appelée « grande grotte de Bize » ou « grotte du Moulin »[124].
- Grotte de la Crouzade ⁠43° 07′ 51″ N, 3° 05′ 26″ E dans le massif de la Clape, sur la commune de Gruissan[125],[126],[127],[122]. Moustérien tardif daté du stade isotopique 3[125].

Sites secondaires : 
- Caune de l'Arago ⁠42° 50′ 22″ N, 2° 45′ 18″ E sur la commune de Tautavel[122]. Le moustérien dépourvu de bifaces a été rapproché du Tayacien[122].
- Grotte du Mitg ⁠42° 34′ 47″ N, 2° 22′ 33″ E[128], ou encore grotte du Mig, sur la commune de Corneilla-de-Conflent[129],[128],[83]. .
- Grotte B d'Olopte ⁠42° 23′ 25″ N, 1° 48′ 27″ E[130] sur la commune de Isòvol[130].
- Site en plein air des Anecs sur la commune de Rodès[131].
- Grotte dite Cova 120 sur la commune de Sales de Llierca, village de Sadernes[132],[92].
- Complexe de sites en plein air dans la comarque de La Selva[92].
- Grotte d'Aldène ⁠43° 21′ 14″ N, 2° 41′ 55″ E[56] dans le sud de la Montagne Noire, à l'ouest de la grotte Tournal[133],[122].
- Grotte des Ramandils ⁠43° 00′ 11″ N, 3° 02′ 05″ E[134],[56] sur la commune de Port-la-Nouvelle[134],[122]. Le lieu est une francisation du lieu-dit en occitan "Le Rec Mendil"[134]. L'analyse de la paléofaune et les datations U-Th indique une occupation datant du MIS 5, entre 94 et 77 ka[135].
- Gisement de plein air de Moutou-la-Joliette ⁠42° 48′ 30″ N, 2° 50′ 16″ E[136] sur la commune d'Espira-de-l'Agly[136]. Le site de débitage se trouve à côté d'un gisement de silex, et une industrie lithique associée à un Moustérien de tradition acheuléenne[136].
- Grotte de Toixoneres (ca) ⁠41° 48′ 25″ N, 2° 09′ 02″ E, ou Teixoneres, et Grottes de Toll (es) ⁠41° 48′ 15″ N, 2° 08′ 55″ E, sur la commune de Moià[137],[138]. Officiellement « Cova de les Toixoneres » en catalan, ce qui signifie « grotte des blaireaux » en français.
- Cau del Duc de Torroella (ca) dans le massif de Montgrí. Principalement de l'Acheuléen, mais avec du moustérien daté de 150000 BP.
- Grotte de l'Hortus ⁠43° 47′ 38″ N, 3° 50′ 05″ E[139],[56] sur la commune de Valflaunès[139],[122],[134].
- Baumassa d'Antonegra ⁠43° 33′ 01″ N, 3° 38′ 48″ E, sur la commune de Montbazin.
- Site en plein air de "Can Garriga" ⁠42° 01′ 42″ N, 2° 49′ 59″ E[140] au bord du fleuve Ter sur la commune de Sant Julià de Ramis au nord-est de Gérone[141],[140].
- Grotte de Montou ⁠42° 39′ 10″ N, 2° 40′ 48″ E[142],[56] sur la commune de Corbère-les-Cabanes dans le massif des Aspres[142]. La grotte est aussi mentionnée en catalan sous le nom de "Cova de Montou"[56]. Le moustérien est à denticulés dominants avec majoritairement un débitage discoïde pour le quartzite et le quartz, et un débitage Levallois centripète pour le silex et le jaspe[142].
- Abri des Canalettes ⁠43° 58′ 59″ N, 3° 15′ 31″ E[143] dans la commune de Nant sur le Causse du Larzac[143].
- Site en plein air "Le Cadenas" ⁠43° 37′ 19″ N, 3° 10′ 43″ E[56] sur la commune de Bédarieux[144].
- Site en plein air "Les Cours" sur la commune de Plaissan[144].
- Cova del Gegant (ca) ⁠41° 13′ 25″ N, 1° 46′ 27″ E, ou "Grotte du Géant" en français, sur la commune de Sitges[145],[146].
- Site en plein air de Sugranyes (ca) sur la commune de Reus.
- Grotte du Rhinocéros (ca), ou "Cova del Rinoceront" en catalan, sur la commune de Castelldefels.
- Stations en plein air de la "Bourgade" ⁠43° 38′ 24″ N, 3° 53′ 31″ E et de "Frenillot" ⁠43° 36′ 44″ N, 3° 54′ 55″ E sur la commune de Montpellier[122]. Bourgade se situe au sud-ouest du croisement entre le Lez et la voie domitienne à Montpellier, et Frenillot au quartier actuel de Montaubérou.
- Grotte de Laffray ⁠43° 06′ 27″ N, 2° 40′ 10″ E[122] sur la commune de Ribaute[122].